# 이토 다쓰야
이토 다쓰야(일본어: 伊藤 達哉, 1997년 6월 26일 ~ )는 일본의 축구 선수로, 포지션은 왼쪽 윙어, 공격형 미드필더, 오른쪽 윙어이다. 현재 가와사키 프론탈레 소속이다.

## 국가대표팀 경력
그는 2019년 코파 아메리카에 참가할 일본 국가대표팀에 선발되었으나 경기에 출전하지는 못하였다.